# James Lancaster
James Lancaster, född 1544, död 6 juni 1618, var en engelsk sjöfarare och kolonialist.
Lancaster omtalas 1588 som befälhavare på ett fartyg under Francis Drake vid striderna mot den spanska armadan.
Han företog 1591–1594 den första engelska Ostindiefärden och gav därigenom första uppslaget till Brittiska Ostindiska Kompaniets bildande. Färden gick via Kap och Zanzibar till Malacka och Ceylon. På återvägen blev Lancaster vinddriven till Västindien, och vid den lilla ön Mona utanför Puerto Rico drev hans fartyg till havs medan han och nästan hela besättningen var i land, varpå de ombordvarande seglade direkt hem. Lancaster upptogs av ett franskt fartyg och återvände i maj 1594. Av expeditionens 198 man återkom endast 25, men bytet man hade tagit från portugiserna var rikt, och deras monopol på den ostindiska handeln hade brutits.
Lancaster företog mellan oktober 1594 och juli 1595 med tre fartyg en plundringsexpedition till Pernambuco i Brasilien. Vid denna intogs Recife, och ett rikt byte erövrades i dess hamn.
Han ledde sedan Ostindiska kompaniets första expedition, mellan april 1601 och september 1603, och besökte Aceh, Malackasundet och Bantam, återvände med dyrbar last av kryddor och belönades med knightvärdighet. Lancaster verkade sedan till sin död som en av kompaniets direktörer, och på hans råd utsändes bland andra Henry Hudson för att söka Nordvästpassagen.
Till Lancasters ära gav William Baffin det sund som leder västerut från Baffinbukten namnet Lancastersundet.